# Platylabus ornatus
Platylabus ornatus är en stekelart som först beskrevs av Léon Abel Provancher 1875.  Platylabus ornatus ingår i släktet Platylabus och familjen brokparasitsteklar. Inga underarter finns listade i Catalogue of Life.